# Luis Landriscina
Luigi Landriscina, plus connu sous le nom de scène de Luis Landriscina, né le 19 décembre 1935 à Colonia Baranda dans la province du Chaco, est un humoriste et acteur argentin.

## Biographie
Septième enfant d'une fratrie de huit frères, il est le fils de Luigi Landriscina, maçon, et Filomena Curci, qui ont tous les deux émigré en Argentine avant sa naissance. Luis Landriscina a 20 ou 22 mois quand sa mère disparaît, lors de la naissance de son frère Nicolás. Dès sa jeunesse il est reconnu pour son talent de conteur.
En 1963, il épouse Guadalupe Mancebo, et a son premier enfant, Gerardo. En 1964, il participe au Festival de Cosquín, et reçoit le prix de la révélation comme conteur. C'est le début de sa carrière. À partir de 1967, il vit à Buenos Aires, puis s'installe à Santa Ana en Uruguay.
Il est connu pour ses histoires et sketchs humoristiques, toujours remplis du folklore de son pays. Il a aussi rendu célèbre le personnage de Don Verídico, créé par l'auteur uruguayen  Julio César Castro « Juceca ». « Juceca » a écrit plusieurs livres mettant en scène Don Verídico, que Landriscina a ensuite incarné à la radio et à la télévision durant presque 25 ans.
Aujourd'hui retiré de la scène, il affirme que la diffusion de ses sketchs sur YouTube lui a apporté une nouvelle célébrité

## Discographie
- ???? - Mateando con Landriscina - PHILIPS
- ???? - Landriscina por Landriscina - PHILIPS
- ???? - El humor de mi país - PHILIPS
- 1973 - Contata Criolla (Opas 22 y Yo 23) - PHILIPS
- 1974 - Landriscina actúa para usted - PHILIPS
- 1974 - Regular, pero sincero - PHILIPS
- 1974 - Contata Criolla - Concierto para sonreír (Segundo movimiento) - PHILIPS
- 1975 - Del Chaco a América del Norte - PHILIPS
- 1975 - Contata Criolla - Concierto con gente y todo (Tercer movimiento) - PHILIPS
- 1976 - Contata Criolla - Concierto en Solo de Mate Amargo (Quinto movimiento) - PHILIPS
- 1976 - Contata de dos orillas - PHILIPS
- 1978 - Fiesta Argentina - Los Campeones (Junto a Gigo Arangio) - PHILIPS
- 1978 - Contata para las Fiestas - PHILIPS
- 1979 - De entrecasa (Junto a Los 4 de Córdoba) - PHILIPS
- 1981 - Mano a mano con el país - Philips
- 1982 - Mano a mano con el país Vol. 2 - PHILIPS
- 1982 - A reírse de lo lindo con Luis Landriscina - MERCURIO
- 1983 - Mano a mano con el país Vol. 3
- 1984 - Mano a mano con el país Vol. 4
- 1985 - Mano a mano con el país Vol. 5
- 1986 - Landriscina en los festivales
- 1987 - Aquí me pongo a contar - POLYGRAM DISCOS S.A.
- 1987 - Lo que sobra no se tira - PHILIPS
- 1989 - Poesías - PHILIPS
- 1989 - Bodas de plata con el humor - PHILIPS
- 1990 - Es mundial - POLYGRAM DISCOS S.A.
- 1993 - El candidato para sonreír
- 1992 - Contador Público Nacional
- 1994 - 30 años de sonrisas - POLYGRAM DISCOS S.A.
- 1995 - Venga, y le cuento - POLYGRAM DISCOS S.A.
- 1996 - Campeón del humor - POLYGRAM DISCOS S.A.
- 1997 - Luis Landriscina - Antonio Tarragó Ros CD Nro. 1 - EDITORIAL ATLÁNTIDA S.A.
- 1999 - Contando cuentos - UNIVERSAL
- 1999 - Luis Landriscina Cuenta la Ley Federal de Educación - MINISTERIO DE CULTURA Y EDUCACIÓN DE LA NACIÓN
- 2000 - Muchos kilómetros de humor - UNIVERSAL
- 2003 - El chiste no es cuento - POLYDOR
- 2008 - Colour Collection - UNIVERSAL

## Filmographie
- 1970 : Joven, viuda y estanciera
- 1977 : El casamiento de Laucha
- 1979 : Millonarios a la fuerza